# Fortis Championships Luxembourg 2007
Il Fortis Championships Luxembourg 2007 è stato un torneo di tennis femminile giocato sul cemento indoor. È stata la 17ª edizione del torneo, che fa parte della categoria Tier II nell'ambito del WTA Tour 2007. Il torneo si è giocato a Lussemburgo dal 24 al 30 settembre 2007.

## Campionesse

### Singolare
Ana Ivanović ha battuto in finale  Daniela Hantuchová con il punteggio di 3–6, 6–4, 6–4

### Doppio
Iveta Benešová /  Janette Husárová hanno battuto in finale  Viktoryja Azaranka /  Shahar Peer con il punteggio di 6–4,6-2